# الخرقاء (الملاجم)

تعديل مصدري - تعديل

الخرقاء هي إحدى قرى عزلة ال منصور الملاجم بمديرية الملاجم التابعة لمحافظة البيضاء، بلغ تعداد سكانها 138 نسمة حسب تعداد اليمن لعام 2004.